# Запис Лукића храст на Равни (Бошњане)
Запис Лукића храст на Равни (Бошњане) се налази на парцели чији је власник Лукић Рајна.

## Локација
| Општина             | Параћин                                                          |
| Катастарска општина | Бошњане                                                          |
| Потес               | Велика раван                                                     |
| Координате          | 43° 53′ 46″ С; 21° 28′ 55″ И / 43.8962° С; 21.481999999999999° И |
| Надморска висина    | 196m                                                             |

## Карактеристике
Дендрометријске вредности утврђене на терену и сателитским снимцима:
| Стабло                     | Храст |
| Висина стабла              | m     |
| Обим дебла                 | m     |
| Пречник крошње             | 20m   |
| Пречник дебла              | m     |
| Висина дебла до прве гране | m     |

## База записа
Запис је у оквиру Викимедија пројекта "Запис - Свето дрво" заведен под редним бројем 1035.